# Memnón de Heraclea Póntica
Memnón de Heraclea Póntica (griego antiguo Mεμνων') fue un historiador griego. Alrededor del siglo I escribió una extensa historia de Heraclea Póntica, una antigua ciudad griega de Asia Menor, de la costa del Mar Negro. En su obra habla sobre todo de los tiranos, bajo los que la ciudad había caído en diversas ocasiones. 
Su obra se conoce gracias a Focio, aunque se ignora de cuantos libros constaba. Focio leyó del volumen noveno al decimoquinto, de los que elaboró un extracto, que incluía algunos libros posteriores.
El libro noveno trata del tirano Clearco de Heraclea, discípulo de Platón y de Isócrates. El último hecho mencionado en el libro decimosexto es la muerte de Britágoras, embajador enviado por los heracliotas a Julio César, cuando este obtuvo el poder supremo en el año 48 a. C. 
Los Excerpta de Focio fueron publicados juntamente con fragmentos de Ctesias y de Agatárquidas, por Henry Estienne en 1557.
La historia de Memnón es el único ejemplo medianamente completo de la historiografía griega a nivel local.